# Nina Bahinska
Nina Ryhorauna Bahinska (biał. Ніна Рыгораўна Багінская) (ur. 30 grudnia 1946 w Mińsku) – białoruska aktywistka praw człowieka, geolożka. Znana jako babcia z flagą.

## Życiorys
Urodziła się w Mińsku. W młodości uprawiała kolarstwo i była członkiem młodzieżowej reprezentacji Białoruskiej Socjalistycznej Republiki Radzieckiej. W wyniku wypadku na rowerze doznała urazu głowy, który doprowadził do padaczki pourazowej.
Ukończyła Białoruski Państwowy Uniwersytet Informatyki i Radioelektroniki, specjalizując się w urządzeniach radiowych, a następnie geologię w Iwano-Frankiwskim Narodowym Technicznym Uniwersytecie Nafty i Gazu jako specjalistka od wydobycia ropy naftowej i gazu. Do 1994 pracowała jako geolog w Białoruskim Geologicznym Instytucie Badawczym, gdzie założyła lokalną organizację Białoruskiego Frontu Ludowego „Odrodzenie”.
W 1988 w dniu Dziadów wzięła udział w marszu na miejscu zbrodni NKWD w Kuropatach.
W czerwcu 1989 była delegatką na zjazd założycielski Białoruskiego Frontu Ludowego „Odrodzenie” w Wilnie. W 1999 wstąpiła do Konserwatywno-Chrześcijańskiej Partii – BNF i została stałą organizatorką pikiet ulicznych w Mińsku z biało-czerwono-białą flagą Białorusi. W 2006 czasopismo ARCHE zamieściło na okładce jej zdjęcie z flagą co spowodowało, że stała się osobą rozpoznawalną.
1 sierpnia 2014 została aresztowana za spalenie flagi Związku Radzieckiego w pobliżu siedziby KGB w Mińsku. Jej demonstracja upamiętniała rozstrzelanie białoruskich pisarzy i spalenie ich książek na podwórzu więzienia w 1937.
W 2015 upamiętniała rocznicę śmierci białoruskiego dziennikarza Michaiła Żyznieuskiego, który zginął w trakcie Euromajdanu w Kijowie. Została aresztowana wraz z 8 innymi osobami pod pomnikiem Tarasa Szewczenki.
Po aresztowaniach z 25 marca 2017 w trakcie protestów w Dniu Wolności demonstrowała przez wiele dni pod siedzibą KGB z flagą białoruską i plakatem wzywającym do uwolnienia więźniów politycznych.
We wrześniu 2020 została okrzyknięta przez włoski magazyn „Vogue” Matką białoruskiej rewolucji po tym, gdy jej zdjęcia wykonane przez Iwana Rewiakę ukazały się w piśmie.

## Nagrody
- 2017 – nagroda im Wiktara Iwaszkiewicza[10]
- 2018 – nagroda im. Siarhieja Chanżankoua[11]
- 2019 – Medal 100-lecia Białoruskiej Republiki Ludowej nadany przez Radę Białoruskiej Republiki Ludowej na emigracji[12][13]
- 2020 – Człowiek Wolności Radia Swoboda[3]